# 이성재 (배우)
이성재(李誠宰, 1970년 8월 23일 ~ )는 대한민국의 배우이다.

## 생애
- 1980년대 초반 1982년 초반 북아메리카 북아메리카 미국으로 이민 하고 미국 로스엔젤레스 어린이 연극배우 데뷔 하였다.
- 1980년대 초반 1983년 초반 아시아 한국 서울특별시로 돌아온뒤 연극배우 데뷔 이적 하였다.
- 1995년 MBC 24기 공채 탤런트로 정식 데뷔하였다.
- 본관은 전주(全州)이며 조선 태종 임금의 차남 효령대군 이보의 19대손이다.

## 가족
- 아버지 이강태는 삼성건설에 평사원으로 입사해서 사장까지 올랐다.
- 형 이원재 준장은 육군사관학교 46기로, 강신철 대장과 동기이며 탄약지원사령관을 역임했다.

- 2019년에 외손자가 태어나면서 49살 나이에 할아버지가 되었다.[3]

## 학력
- 오산고등학교
- 동국대학교 연극영화학과

## 출연작

### 드라마
- 《협상의 기술》 (JTBC) (2025년) - 장원석 역
- 《빨간풍선》 (TV조선) (2022년) - 지남철 역
- 《쇼윈도: 여왕의 집》 (채널A) (2021년) - 신명섭 역
- 《검사내전》 (JTBC) (2019년) - 조민호 역
- 《어비스》 (tvN) (2019년) - 오영철 / 오성철 역
- 《이별이 떠났다》 (MBC) (2018년) - 한상진 역
- 《질투의 화신》 (SBS) (2016년) - 김락 역
- 《마녀보감》 (JTBC) (2016년) - 최현서 역
- 《맨도롱 또똣》 (MBC) (2015년) - 송정근 역
- 《왕의 얼굴》 (KBS) (2014년) - 선조 역
- 《수상한 가정부》 (SBS) (2013년) - 은상철 역
- 《구가의 서》 (MBC) (2013년) - 조관웅 역
- 《아들 녀석들》 (MBC) (2012년) - 유현기 역
- 《아내의 자격》 (JTBC) (2012년) - 김태오 역
- 《포세이돈》 (KBS) (2011년) - 권정률 역
- 《대한민국 변호사》 (MBC) (2008년) - 한민국 역
- 《천국보다 낯선》 (SBS) (2006년) - 노윤재 역
- 《거짓말》 (KBS) (1998년) - 서준희 역
- 《지평선 너머》 (SBS) (1997년) - 박종태 역
- 《전원일기》 (MBC) (1997년) - 영남의 친구 역
- 《예스터데이》 (MBC) (1997년) - 윤민수 역
- 《제4공화국》 (MBC) (1995년) - 정상용 역
- 《베스트극장 - 두 여자의 사랑》 (MBC) (1995년)[4]
- 《큰 언니》 (MBC) (1994년) - 임정호 역

### 영화
- 《카터》 (2022년) - 김종혁 역
- 《인간의 시간》 (2018년)
- 《현의 노래》 (2011년) - 우륵 역
- 《나탈리》 (2010년) - 준혁 역
- 《꿈은 이루어진다》 (2010년) - 1분 대장 역
- 《상사부일체》 (2007년) - 계두식 역
- 《데이지》 (2006년) - 정우 역
- 《홀리데이》 (2006년) - 지강혁 (지강헌) 역
- 《신석기 블루스》 (2004년) - 국선변호사 신석기B 역
- 《바람의 전설》 (2004년) - 풍식 역
- 《빙우》 (2004년) - 강중현 역
- 《공공의 적》 (2002년) - 조규환 역(†) (본작의 만악의 근원, 그리고 메인 빌런이자 진 최종 보스)
- 《신라의 달밤》 (2001년) - 박영준 역
- 《하루》 (2001년) - 석윤 역
- 《플란다스의 개》 (2000년) - 고윤주 역
- 《주유소 습격 사건》 (1999년) - 노마크 역
- 《자귀모》 (1999년) - 칸토라테스 역
- 《미술관 옆 동물원》 (1998년) - 철수 역

### 텔레비전 프로그램
- 《TV는 사랑을 싣고》 (KBS1, 1997년)
- 《희망로드 대장정》 (KBS1, 2010년)
- 《나 혼자 산다》 (MBC, 2013년)
- 《정글의 법칙》 (SBS, 2015년)
- 《냉장고를 부탁해》 (JTBC, 2016년)

### 라디오 프로그램(진행, 출연)
- 《CCM 캠프》 (CBS 표준FM, 2014년 ~ 2016년)
- 《EBS 책 읽는 라디오 낭독 시리즈》(EBS FM, 2015년)

### MUSIC VIDEO
- 가인 - 돌이킬 수 없는 (2010년)

## 앨범
- 2010년 《Road for Hope》 (With Soul)
  - 〈넌 사랑이야〉
- 2010년 《Road for Hope‘선물'》 (With Soul)
  - 〈넌 사랑이야〉

## 수상 및 후보
| 연도 | 시상식                         | 부문                               | 작품             | 결과 |
| ---- | ------------------------------ | ---------------------------------- | ---------------- | ---- |
| 1998 | KBS 연기대상                   | 남자 신인연기상                    | 거짓말           | 수상 |
| 1999 | 제20회 청룡영화상              | 신인남우상                         | 미술관 옆 동물원 | 수상 |
| 1999 | 제36회 대종상                  | 신인남우상                         | 미술관 옆 동물원 | 수상 |
| 1999 | 제7회 이천춘사대상영화제       | 신인남우상                         | 미술관 옆 동물원 | 수상 |
| 1999 | 제19회 한국영화평론가협회상    | 신인남우상                         | 미술관 옆 동물원 | 수상 |
| 1999 | 제35회 백상예술대상            | 영화부문 남자 신인연기상           | 미술관 옆 동물원 | 수상 |
| 2000 | 제36회 백상예술대상            | 영화부문 인기상                    | 주유소 습격 사건 | 수상 |
| 2001 | 제38회 대종상                  | 남우주연상                         | 하루             | 후보 |
| 2011 | KBS 연기대상                   | 미니시리즈부문 남자 우수연기상     | 포세이돈         | 후보 |
| 2012 | MBC 연기대상                   | 연속극부문 남자 최우수연기상       | 아들 녀석들      | 후보 |
| 2013 | SBS 연기대상                   | 중편드라마부문 남자 우수연기상     | 수상한 가정부    | 후보 |
| 2015 | MBC 연기대상                   | 미니시리즈부문 베스트 남자 조연상  | 맨도롱 또똣      | 후보 |
| 2016 | SBS 연기대상                   | 로맨틱코미디부문 남자 우수연기상   | 질투의 화신      | 후보 |
| 2018 | 제6회 아시아태평양 스타 어워즈 | 장편드라마부문 남자 최우수연기상   | 이별이 떠났다    | 후보 |
| 2018 | MBC 연기대상                   | 주말특별기획부문 남자 최우수연기상 | 이별이 떠났다    | 후보 |